# (5461) Autumn
(5461) Autumn (1983 HB1) – planetoida z grupy pasa głównego asteroid okrążająca Słońce w ciągu 5,59 lat w średniej odległości 3,15 j.a. Odkryta 18 kwietnia 1983 roku.